# بولینگ، تگزاس
بولینگ (به انگلیسی: Boling) یک منطقهٔ مسکونی در ایالات متحده آمریکا است که در تگزاس واقع شده‌است. بولینگ ۱٬۱۲۲ نفر جمعیت دارد.